# Gymnasium Schloss Wittgenstein
Das Gymnasium Schloss Wittgenstein (kurz GSW) ist ein Gymnasium in Bad Laasphe (Nordrhein-Westfalen). Die Schüler werden von circa 40 Lehrern unterrichtet. Im Jahre 1997 wurde die Schule im Rahmen des Schulprojekts „Miteinander – Füreinander“, das in Kooperation mit der MS- und Parkinsonklinik des Landesverbandes NRW und der Deutschen Multiple Sklerose Gesellschaft (DMSG) durchgeführt wurde, als Schule des Jahres ausgezeichnet. Angeschlossen an das Schulgebäude ist die Realschule Schloss Wittgenstein.

## Geschichte
Das Gymnasium wurde im Oktober 1953 als Jungeninternat gegründet. Die Wohn- und Unterrichtsräume befanden sich anfangs ausschließlich im Schloss. 1956 wurde ein Schulgebäude für das Gymnasium und die neugegründete Realschule gebaut. Die Turnhalle, ein Lehrerwohnhaus und ein Sportplatz wurden in den Jahren 1961 und 1962 errichtet. In dem Turnhallengebäude befanden sich spätestens ab 1966 die Unterrichtsräume für die Sexta und Quinta.
Schließlich wurde wegen geringer Belegung 1974 das Internat auch für Mädchen und die Schule auch für Schüler der umliegenden Orte geöffnet. Das Internat zog 1996 vom Schloss Wittgenstein in das Schulgebäude um. Im Jahr 1999 wurde das „Rote Haus“ umgebaut und mit Computern ausgestattet. Seit dem Jahr 2000 wurde der Unterricht wegen fehlender Raumkapazitäten nach und nach in das Schloss Wittgenstein verlagert. Inzwischen wird die ganze Oberstufe nach abgeschlossenen Bauarbeiten größtenteils im Schloss unterrichtet.
Für das Schuljahr 2023/2024 ist die Schule als Bündelungsgymnasium ausgewiesen.

## Schule

### Entwicklung der Schülerzahlen
| Schuljahr | Jungen | Mädchen | Gesamt |
| --------- | ------ | ------- | ------ |
| 1961/62   | 60     | keine   | 60     |
| 1973/74   | 165    | 10      | 175    |
| 1981/82   | 202    | 155     | 357    |
| 1991/92   | 182    | 202     | 384    |
| 1999/00   | 181    | 195     | 376    |
| 2000/01   | 226    | 259     | 485    |
| 2001/02   | 227    | 259     | 486    |
| 2002/03   | 249    | 270     | 519    |
| 2003/04   | 263    | 286     | 550    |
| 2004/05   | 278    | 319     | 597    |
| 2005/06   | 284    | 354     | 638    |
| 2006/07   | 310    | 363     | 673    |
| 2007/08   | 316    | 375     | 691    |

Während die Schülerzahlen des Gymnasiums Schloss Wittgensteins bis Mitte der 1990er-Jahre stagnierten, steigen sie seit dem Schuljahr 1998/99 stetig an. Vor allem liegt das am Zustrom von Schülern aus benachbarten Orten und Gebieten (Dietzhölztal, Biedenkopf und Bad Berleburg).

### Räumliche Ausstattung
Neben den Klassenzimmern verfügt das Gymnasium Schloss Wittgenstein über Fachräume. Unter anderem gibt es einen Biologie- und Chemiesaal, zwei Physiksäle, einen Hörsaal für Chemie und Biologie und zwei Informatikfachräume mit PCs. Seit 2006 gibt es einen naturwissenschaftlichen Raum („NaWi“) für Biologie, Chemie und Physik sowie ein „Selbstlernzentrum“.

## Besonderheiten

### Gütesiegel „Individuelle Förderung“
Am 3. Februar 2007 verlieh die Schulministerin des Landes Nordrhein-Westfalen, Barbara Sommer, dem Gymnasium das „Gütesiegel Individuelle Förderung“ des Ministeriums für Schule und Weiterbildung des Landes. Damit wurden die zahlreichen unterrichtlichen wie außerunterrichtlichen Aktivitäten der Schule für begabte Schüler und für Schüler mit Förderbedarf anerkannt.
An der Schule gibt es zahlreiche Förderkurse – darunter einige für „Quereinsteiger“ von Haupt- und Realschulen. Seit dem Schuljahr 2007/2008 gibt es ein Tutorenprogramm, im Rahmen dessen Schüler der zehnten Klasse sowie der Oberstufe jüngeren Jahrgangsstufen in den Hauptfächern  in Kleingruppen Nachhilfe geben. Weiterhin existieren zahlreiche AGs, welche sich an die individuellen Begabungen der Schüler richten.

### Veranstaltungen
Jedes Jahr findet am ersten Freitag im Dezember ein Weihnachtsmarkt statt. Auf diesem verkaufen die Klassen des Gymnasiums und der Realschule selbstgemachtes Essen und Getränke sowie Gegenstände aller Art. Weiter gibt es jährlich eine Tombola und ein Bühnenprogramm.

### Nutzung neuer Techniken
Am GSW existierte seit dem Schuljahr 2013/2014 eine Schülerzeitung namens „Schlossgeist“ auf Basis eines Blogs. 2015 wurde der Blog eingestellt. Weiterhin steht für die Schüler seit Anfang 2014 eine App für den digitalen Vertretungsplan zur Verfügung. Die Android-Software wurde von einem Schüler entwickelt.

### Rollstuhl-Basketball
Im Bereich des Rollstuhl-Basketballs ist die Schule bereits seit den 1990er Jahren aktiv. Die Schule verfügt über eine große Zahl an Rollstühlen, welche im Unterricht eingesetzt werden. In schulischen Projekten wurde die sporttherapeutische Integration von Menschen mit Erkrankungen gemeinsam mit Schülern durch den Sport erprobt. Ferner gibt es durch das Engagement eines Lehrers eine „Rollstuhlsportgemeinschaft Schloss Wittgenstein“, welche aus Menschen der Region verschiedener Altersklassen und – mit und ohne Handicap – besteht.

## Ehemalige Schülerinnen und Schüler
- Kira Claudi (* 1994), Sportlerin
- Frank Künster (* 1966), Schauspieler
- Fritz Roth (1955–2022), Schauspieler